# Cupa Challenge 1902-1903

## Ediția a VI-a,1902-1903

### Echipele Participante
| Imperiul Austriei | Wiener Athletiksport Club Wiener FC 1898 First Vienna FC 1894 Vienna Cricket and Football Club SK Rapid Viena SK Graphia Viena Athletiksport Club Viktoria Viena Deutsche Jungmannschaft Währing Hernalser F.u.AC Vorwärts FC Modling |
| Regatul Ungariei  | 33 FC Budapesta Ferencvaros TC Budapesta |
| Regatul Boemiei   | ČAFC Královské Vinohrady |

### Turneul Austriei

#### Primul Tur
| 16 noiembrie 1902 | Deutsche Jungmannschaft Währing | – | Hernalser F.u.AC Vorwärts |  |
| 16 noiembrie 1902 |                                 |   |                           |  |

- Hernalser F.u.AC Vorwärts nu s-a prezentat la joc. Prin urmare în faza următoare a pătruns Deutsche Jungmannschaft Währing.

| 30 noiembrie 1902 | FC Modling | 7 – 2 | AC Viktoria Viena |  |
| 30 noiembrie 1902 |            |       |                   |  |

#### Sferturi
| 9 noiembrie 1902 | First Vienna FC 1894 | 2 – 1 | Wiener FC 1898 |  |
| 9 noiembrie 1902 |                      |       |                |  |

| 15 martie 1903 | Vienna Cricket and Football Club | 2 – 1 | Deutscher SV |  |
| 15 martie 1903 |                                  |       |              |  |

În iarna anului 1902 - 1903 echipele Deutsche Jungmannschaft Währing și Hernalser F.u.AC Vorwärts au fuzionat în Deutscher Sportverein (vezi Istoria Wiener Sport-Club).
Vienna Cricket and Football Club a învins Deutscher Sportverein cu 2-1 în prelungiri. La pauză scorul era alb, iar după 90 de minute era 1-1.
| 15 martie 1903 | Wiener Athletiksport Club | 14 – 0 | FC Modling |  |
| 15 martie 1903 |                           |        |            |  |

| 15 martie 1903 | SK Graphia Viena | 3 – 0 | SK Rapid Viena |  |
| 15 martie 1903 |                  |       |                |  |

#### Semifinale
| 22 martie 1903 | SK Graphia Viena | 0 – 2 | Vienna Cricket and Football Club |  |
| 22 martie 1903 |                  |       |                                  |  |

| 22 martie 1903 | Wiener Athletiksport Club | 5 – 0 | Wiener FC 1898 |  |
| 22 martie 1903 |                           |       |                |  |

#### Finala
| 29 martie 1903 | Wiener Athletiksport Club | 2 – 1 | Vienna Cricket and Football Club |  |
| 29 martie 1903 |                           |       |                                  |  |

### Turneul Ungariei

#### Finala
| 16 noiembrie 1902 | Ferencvaros TC Budapesta | 1 – 0 | 33 FC Budapesta | Budapesta |
| 16 noiembrie 1902 | Ferenc Braun             |       |                 | Budapesta |

### Turneul Boemiei
| 16 noiembrie 1902 | ČAFC Královské Vinohrady | – | AC Sparta Praga |  |
| 16 noiembrie 1902 |                          |   |                 |  |

AC Sparta Praga nu a jucat împotriva Ceský AFC Vinohrady neavand acceptul pentru a juca finala.

### Seminala
| 3 mai 1903 | Wiener AC | 5 – 1 | Ferencvaros TC Budapesta |  |
| 3 mai 1903 |           |       |                          |  |

### Finala
| 24 mai 1903 | Wiener AC | – | ČAFC Královské Vinohrady |  |
| 24 mai 1903 |           |   |                          |  |

Pentru că nici un club din Praga nu a făcut deplasarea la Viena pentru finală, Wiener AC a fost declarată campioană.
| Cupa Challenge 1902-1903                    |
| ------------------------------------------- |
| Wiener Athletiksport Club (Al Doilea Titlu) |